# Еврейское счастье (фильм, 1990)
«Еврейское счастье» — советская кинодрама 1990 года режиссёра Виталия Манского.

## Сюжет
Фильм «Еврейское счастье» — это часть незаконченной саги о судьбе еврейской семьи, живущей в России XX века.
Марк — единственный оставшийся в России из своего старинного рода, не эмигрировавший ни при советской власти, ни позднее. Но в начале 1990-х он вынужденно принимает решение репатриироваться в Израиль. Перед отъездом Марк на один день приезжает в маленький городок своего детства, где нелепо и случайно погибает…

## В ролях
- Евгений Стеблов — Марк
- Людмила Наровчатская
- Анна Матюхина
- Галина Мамчистова
- Сергей Русскин — Рыжий

## Создатели фильма
- Режиссёр — Виталий Манский
- Сценарист — Геннадий Островский
- Оператор — Сергей Юриздицкий
- Композитор — Александр Харьковский
- Художник — Олег Тагель